# Hernando Franco
Hernando Franco (Galizuela, 1532 - México, 28 de noviembre de 1585) fue un compositor español del Renacimiento. Desarrolló su carrera en la Nueva España como maestro de capilla de las catedrales de Santiago de Guatemala (1570-1573) y de México (1575-1585).

## Vida
Nació en la población de Galizuela, en el oriente de la actual provincia de Badajoz. Se educó en la catedral de Segovia donde, junto con los hermanos Lázaro y Jerónimo del Álamo sirvió de seise desde los diez hasta los diecisiete años de edad bajo el magisterio de los maestros Jerónimo del Espinar y Bartolomé Olaso. Un amigo de la familia Álamo, Mateo Arévalo Sedeño, viajó al Nuevo Mundo para ocupar un cargo oficial; Hernando Franco, a la sazón, un hombre de 22 años, lo acompañó para radicarse posteriormente en Santiago de Guatemala.
Dados sus sólidos conocimientos y su calidad como músico de iglesia, fue maestro de capilla de la catedral de 1570 a 1573. Por motivos de reducción salarial dimitió junto con Jerónimo y se fueron a la ciudad de México donde residía el Dr. Mateo Arévalo. Allí ocupó la vacante del maestro de capilla de la Catedral que había dejado Juan de Vitoria. Su nombramiento fue el 20 de mayo de 1575.
El templo en el que se tocaba la música de Franco no era la catedral actual, cuya construcción se inició en 1573, sino la primera catedral de la Ciudad de México, edificada entre 1524 y 1532. A pesar de que la construcción de la segunda y definitiva catedral suponía un gran gasto, las actividades musicales recibieron mucho apoyo de las autoridades eclesiásticas.
A partir de la entrada de Franco, la música en la catedral de México experimentó un periodo de esplendor: los sueldos eran muy buenos y se contrató más cantantes e instrumentistas. La música de Franco fue muy apreciada por su calidad y el compositor fue recompensado ampliamente. Sin embargo, en 1582 las autoridades eclesiásticas decidieron recortar gastos en la catedral. Los sueldos de una buena parte de los músicos fueron reducidos sustancialmente. Como respuesta, Franco renunció a su puesto y los músicos se negaron a tocar. Una semana después fructificaron las negociaciones y las actividades musicales volvieron a la normalidad. El rendimiento de Franco fue bajando paulatinamente, quizás por motivos de salud: en 1583 hubo quejas de que no estaba enseñando adecuadamente a los niños de coro y al año siguiente fue relevado de esa labor, propia del maestro de capilla. En 1585 Hernando Franco murió.

## Obras
En 1611, Hernández presentó a las autoridades catedralicias un libro de coro que contenía la copia de 16 obras polifónicas de Franco. Las autoridades consideraron que el libro era muy importante y se lo compraron a Hernández.
Este libro de coro — conocido como Códice Franco — se ha conservado hasta nuestros días. Se trata de un manuscrito de 178 páginas de pergamino, cuidadosamente copiado y con hermosos dibujos a color en algunas de las letras (las llamadas letras capitulares). El Códice Franco se encuentra actualmente en el Museo Nacional del Virreinato, en Tepotzotlán, muy cerca de la ciudad de México. Tiene algunas mutilaciones y le faltan dos de los 16 Magnificats que tenía originalmente, aunque el estado general del documento no es malo y la música se ha podido recuperar. Como el Códice Franco no está escrito en notación musical moderna, tuvo que pasar por un proceso de transcripción, realizada por el musicólogo Steven Barwick en 1965.
Franco ha sido considerado uno de los más importantes compositores de la Nueva España. Supo enriquecer sustancialmente la práctica musical de las catedrales de Santiago de Guatemala y la Ciudad de México con contribuciones propias que se conservan hasta nuestros días.
La música de Franco fue muy apreciada, incluso después de su muerte. Es significativo que, a pesar del tiempo transcurrido, actualmente se conserven copias de sus obras que se utilizaron en diversos lugares: en las catedrales de México, de Puebla y de Guatemala, así como en los conventos del Carmen y de la Encarnación (México), y en Jacaltenango (Guatemala).
En Guatemala se conservan de su autoría la "Antiphona in die purificationis" y un "Benedicamus Domino" a cinco voces, además de una colección de Magníficats. En México se conservan composiciones de cuatro a once voces, que muestran una buena calidad y familiaridad con el uso de los procedimientos de la época. Su obra está escrita con todos los atributos de la música palestriniana, de una profunda inspiración, no obstante la simplicidad de su línea melódica. En la catedral de Guadalajara, Jalisco, también se encuentra parte de su obra.

### Las piezas en náhuatl y su polémica
En un manuscrito del siglo XVI que se encontró en México, llamado Códice Valdés, aparecen dos piezas de música polifónica, cuyo texto son plegarias a la Virgen María en náhuatl. Dichas piezas fueron atribuidas inicialmente a Hernando Franco, pues el manuscrito era aproximadamente de la misma época del compositor. Sin embargo, el musicólogo estadounidense Robert Stevenson ha propuesto una hipótesis que descarta esa opción. En la parte superior de la música de una de las plegarias en náhuatl de dicho códice podemos leer lo siguiente: herna don fran co 
En 1934, Gabriel Saldívar Silva interpretó esta inscripción como “Hernando Franco”, es decir, el maestro de capilla de la catedral de México. Las fechas del manuscrito, como ya se dijo, coincidían aproximadamente, pero por las diferencias de estilo con otras obras de Hernando Franco, en 1952 Robert Stevenson planteó la duda de que las plegarias en náhuatl fueran del maestro de capilla de la catedral de México. Sin embargo, en la transcripción que hizo de las piezas, mantuvo la atribución que había propuesto Saldívar.
En un escrito posterior, Stevenson, que no era documentalista, hispanista, historiador, ni filólogo, se aventuró a afirmar que ese "don" anotado en el texto original constituía una palabra independiente escrita conscientemente y no un error de baile de letras o algún hábito tipográfico de la época, y afirma que el uso de la palabra don en el nombre del autor señala que se trata de un compositor indígena, porque en la Nueva España del siglo XVI solamente los caciques indígenas y los inmigrantes españoles del más alto rango podían usar “don”. Así, Stevenson sugirió que el autor de las plegarias del códice Valdés no era el mismo que el Hernando Franco que había sido maestro de capilla en la Catedral Metropolitana de México.
En otro escrito más, Robert Stevenson afirmó que la inscripción “fran co” (las dos últimas letras aparecen como pequeños subíndices) no significaba “Franco”, sino que era la abreviatura común y corriente para el nombre “Francisco”. La verdadera abreviatura de la época es "fran.co".
En ausencia de pruebas científicas sólidas, la atribución de las dichas oraciones a la Virgen a Franco se sigue considerando académicamente válida.

## Grabaciones
- La Jornada: Presentan cd doble con un “tesoro catedralicio”